# Girardinichthys
Genre
Girardinichthys est un genre de poisson de la famille des Goodeidae et de l'ordre des Cyprinodontiformes.

## Répartition
Les 3 espèces de ce genre sont endémiques du Mexique.

## Liste des espèces
Selon FishBase (30 juillet 2017) et World Register of Marine Species (30 juillet 2017) :
- Girardinichthys ireneae Radda & Meyer, 2003
- Girardinichthys multiradiatus (Meek, 1904)
- Girardinichthys viviparus (Bustamante, 1837)